# 崇雅书院
崇雅书院，位于中国广东省惠州市惠阳区淡水镇，为惠州市惠阳区文物保护单位，类型为古建筑，公布时间为2004年。
崇雅书院的历史年代为清代。